# Fanorona
Fanorona ist ein Brettspiel aus Madagaskar und wurde von Alquerque abgeleitet.

## Einführung
Fanorona hat drei Standardversionen: Fanoron-Telo, Fanoron-Dimy und Fanoron-Tsivy. Der Unterschied zwischen diesen Varianten ist die Brettgröße. Fanoron-Telo wird auf 3×3 gespielt und ist daher so einfach wie Tic-tac-toe. Fanoron-Dimy wird auf 5×5 gespielt, die populärste Variante Fanoron-Tsivy auf 9×5.
Je 22 schwarze und weiße Steine werden auf alle Punkte außer auf den Mittelpunkt gesetzt. Ziel ist es, alle gegnerischen Steine zu fangen. Gelingt dies beiden nicht, endet das Spiel unentschieden. Man fängt, indem man auf einen Stein zu oder von ihm weg zieht. Fanorona ist in Madagaskar sehr beliebt. Die Legende von König Ralambo (1575–1610) besagt, dass der König sein Reich demjenigen seiner Söhne vererben wollte, der zuerst sein Schloss erreichte. Doch der älteste Sohn versuchte, eine Situation von drei gegen fünf Steinen zu gewinnen und kam daher zu spät.

## Das Brett
Das Fanorona-Brett besteht aus Linien und Verbindungspunkten, die ein 5x9-Gitter bilden. Steine ziehen auf den Linien, und zwar bei jedem Zug nur zu einem benachbarten Punkt. Es gibt schwache und starke Punkte. Von einem schwachen Punkt darf man nur horizontal und vertikal ziehen, von einem starken Punkt auch diagonal.

## Hauptvariante der Zugregeln
- Weiß beginnt, Spieler ziehen abwechselnd.
- Jeder Zug besteht aus der Bewegung von einem Stein auf einen Nachbarpunkt auf einer Linie.
- Ein Zug, bei dem nichts gefangen wird, heißt paika.
- Schlagen ist Pflicht.
- Geschlagene Steine werden vom Brett genommen. Schlagen wird durch Annäherung und Abzug durchgeführt:
  - Die Annäherung ist ein Zug in Richtung auf gegnerische Steine auf der gleichen Linie.
  - Ein Abzug ist ein Zug weg von gegnerischen Steinen auf der gleichen Linie.
- Wird ein Stein gefangen, so werden auch alle gegnerischen Steine auf dieser Linie bis zu einer Unterbrechung durch eine Lücke oder andersfarbigen Stein gefangen.
- Gibt es mehrere Schlagmöglichkeiten, so besteht freie Auswahl zwischen diesen.
- Wie bei Dame darf man mit einem schlagenden Stein weiterziehen. Dabei gibt es folgende Restriktionen:
  - Der Stein darf nicht auf einen Punkt ziehen, den er in der aktuellen Zugfolge schon besetzt hatte.
  - Der Stein muss seine Zugrichtung ändern.
- Siegkriterium ist es, alle gegnerischen Steine zu fangen. Gelingt dies keinem, ist das Spiel unentschieden.

## Analyse
Auf Basis von 10.000 Spielen wurde mittels Alpha-Beta-Suche die Suchbaum-Komplexität als 1046 und die Zustand-Raum-Komplexität als 1021 berechnet.
2007 wurden alle Varianten von Fanorona schwach gelöst. Das Spiel geht ohne Fehler bei beiden Anfangszügen f2-e3A und d3-e3A immer unentschieden aus.